# Origem dos armênios
A origem dos armênios é um tópico relacionado ao surgimento do povo armênio e do país chamado Armênia. A primeira referência universalmente aceita ao povo e ao país remonta à Inscrição de Behistun do século VI a.C., seguida por vários fragmentos e livros gregos. A primeira referência conhecida a uma entidade geopolítica de onde os armênios se originaram é datada do século XIII a.C. como Uruatri em Assírio antigo. Historiadores e armenólogos especularam sobre a origem anterior do povo armênio, mas nenhum consenso foi alcançado até o momento. Estudos genéticos mostram que o povo armênio é indígena da Armênia histórica, mostrando poucos ou nenhum sinal de mistura desde o século XIII a.C.

## Origens genéticas
Estudos recentes mostraram que os armênios são indígenas das Terras Altas da Armênia e formam um isolado genético distinto na região. Análises de DNA mitocondrial antigo de esqueletos da Armênia e Artsaque abrangendo 7.800 anos, incluindo DNA de esqueletos armênios neolíticos, da Idade do Bronze, urartianos, clássicos e medievais, revelaram que os armênios modernos têm a menor distância genética para eles em comparação com povos vizinhos, como turcos e turcos azerbaijanos, mas seguidos de perto pelos georgianos. Os armênios também são um dos isolados genéticos do Oriente Próximo que compartilham afinidade com os fazendeiros neolíticos que se expandiram para a Europa começando por volta de 8.000 anos atrás. Há sinais de considerável mistura genética em armênios entre 3.000 a.C. e 2.000 a.C., mas eles diminuem para níveis insignificantes desde 1.200 a.C., permanecendo estáveis até hoje.